# Прыжки в воду на летних Олимпийских играх 1908
Соревнования по прыжкам в воду на летних Олимпийских играх 1908 прошли с 14 по 24 июля. В них участвовали 39 спортсменов из 9 стран, которые соревновались за два комплекта медалей.

## Медали

### Общий медальный зачёт
(Жирным выделено самое большое количество медалей в своей категории)
| Общее количество медалей |          |        |         |        |       |
| Место                    | Страна   | Золото | Серебро | Бронза | Всего |
| 1                        | Германия | 1      | 1       | 1      | 3     |
| 1                        | Швеция   | 1      | 1       | 1      | 3     |
| 3                        | США      | 0      | 0       | 1      | 1     |

### Медалисты
| Дисциплина | Золото                  | Серебро                | Бронза                 |
| Трамплин   | Альберт Цюрнер Германия | Курт Беренс Германия   | Готтлоб Вальц Германия |
| Трамплин   | Альберт Цюрнер Германия | Курт Беренс Германия   | Джордж Гайдзик США     |
| Вышка      | Ялмар Юханссон Швеция   | Карл Мальмстрём Швеция | Арвид Спонгберг Швеция |

## Страны
В соревнованиях по прыжкам в воду участвовали 39 спортсменов из 9 стран:

В скобках указано количество спортсменов
- Австралазия (1)
- Бельгия (1)
- Великобритания (16)
- Германия (5)
- Италия (1)
- Канада (1)
- США (2)
- Финляндия (2)
- Швеция (10)